# Eredivisie 2014
La Eredivisie 2014 è la 30ª edizione del campionato di football americano di primo livello, organizzato dalla AFBN.

## Squadre partecipanti
| Club                 | Città               | Stadio | Sponsor ufficiale | Risultato nella stagione 2013 |
| -------------------- | ------------------- | ------ | ----------------- | ----------------------------- |
| Alphen Eagles        | Alphen aan den Rijn |        |                   |                               |
| Amsterdam Crusaders  | Amsterdam           |        |                   |                               |
| Amstelland Panthers  | Amsterdam           |        |                   |                               |
| Arnhem Falcons       | Arnhem              |        |                   |                               |
| Hilversum Hurricanes | Hilversum           |        |                   |                               |
| Nijmegen Pirates     | Nimega              |        |                   |                               |

## Stagione regolare

### Calendario

#### 1ª giornata
| 23 febbraio 2014 | Arnhem Falcons | 19 – 0 (13-0 0-0 0-0 6-0) | Nijmegen Pirates |  |

| 23 febbraio 2014 | Hilversum Hurricanes | 8 – 9 (2-0 6-2 0-0 0-7) | Amsterdam Crusaders |  |

#### 2ª giornata
| 2 marzo 2014 | Alphen Eagles | 20 – 0 | Amstelland Panthers |  |

#### 3ª giornata
| 9 marzo 2014 | Amstelland Panthers | 9 – 13 | Nijmegen Pirates |  |

| 9 marzo 2014 | Alphen Eagles | 14 – 21 | Hilversum Hurricanes |  |

#### 4ª giornata
| 23 marzo 2014 | Nijmegen Pirates | 6 – 9 (6-0 0-0 0-0 0-9) | Amstelland Panthers |  |

#### 5ª giornata
| 30 marzo 2014 | Amsterdam Crusaders | 49 – 0 | Hilversum Hurricanes |  |

| 30 marzo 2014 | Arnhem Falcons | 24 – 28 | Alphen Eagles |  |

#### 6ª giornata
| 13 aprile 2014 | Amstelland Panthers | 0 – 35 | Alphen Eagles |  |

| 13 aprile 2014 | Amsterdam Crusaders | 40 – 0 | Nijmegen Pirates |  |

| 13 aprile 2014 | Hilversum Hurricanes | 9 – 55 | Arnhem Falcons |  |

#### 7ª giornata
| 27 aprile 2014 | Amstelland Panthers | 43 – 7 | Hilversum Hurricanes |  |

| 27 aprile 2014 | Arnhem Falcons | 12 – 25 | Amsterdam Crusaders |  |

#### 8ª giornata
| 4 maggio 2014 | Nijmegen Pirates | 0 – 58 | Alphen Eagles |  |

| 4 maggio 2014 | Amsterdam Crusaders | 20 – 14 | Amstelland Panthers |  |

| 4 maggio 2014 | Arnhem Falcons | 27 – 7 | Hilversum Hurricanes |  |

#### 9ª giornata
| 18 maggio 2014 | Nijmegen Pirates | 22 – 18 | Hilversum Hurricanes |  |

| 18 maggio 2014 | Amsterdam Crusaders | 27 – 17 | Arnhem Falcons |  |

#### 10ª giornata
| 1º giugno 2014 | Amstelland Panthers | 14 – 20 | Arnhem Falcons |  |

| 1º giugno 2014 | Alphen Eagles | 41 – 0 | Nijmegen Pirates |  |

#### 11ª giornata
| 8 giugno 2014 | Alphen Eagles | 13 – 0 | Amsterdam Crusaders |  |

### Classifiche
Le classifiche della regular season sono le seguenti:
- PCT = percentuale di vittorie, G = partite giocate, V = partite vinte, P = partite perse, PF = punti fatti, PS = punti subiti

#### Girone A
| Pos. | Squadra             | PCT   | G | V | N | P | PF  | PS  |
| ---- | ------------------- | ----- | - | - | - | - | --- | --- |
| 1    | Alphen Eagles       | 1.000 | 7 | 7 | 0 | 0 | 216 | 38  |
| 2    | Nijmegen Pirates    | .286  | 7 | 2 | 0 | 5 | 41  | 194 |
| 3    | Amstelland Panthers | .286  | 7 | 2 | 0 | 5 | 89  | 121 |

#### Girone B
| Pos. | Squadra              | PCT  | G | V | N | P | PF  | PS  |
| ---- | -------------------- | ---- | - | - | - | - | --- | --- |
| 1    | Amsterdam Crusaders  | .857 | 7 | 6 | 0 | 1 | 170 | 64  |
| 2    | Arnhem Falcons       | .571 | 7 | 4 | 0 | 3 | 174 | 110 |
| 3    | Hilversum Hurricanes | .000 | 7 | 0 | 0 | 7 | 63  | 226 |

## Playoff

### Tabellone
|  | Semifinali | Semifinali          | Semifinali |                     |    | XXX Tulip Bowl | XXX Tulip Bowl | XXX Tulip Bowl |  |
|  |            |                     |            |                     |    |                |                |                |  |
|  | 1A         | Alphen Eagles       | 37         |                     |    |                |                |                |  |
|  | 1A         | Alphen Eagles       | 37         |                     |    |                |                |                |  |
|  | 2B         | Arnhem Falcons      | 13         |                     |    |                |                |                |  |
|  | 2B         | Arnhem Falcons      | 13         |                     | 1A | Alphen Eagles  | 14             |                |  |
|  |            |                     |            |                     | 1A | Alphen Eagles  | 14             |                |  |
|  |            |                     | 1B         | Amsterdam Crusaders | 12 |                |                |                |  |
|  | 1B         | Amsterdam Crusaders | 1B         | Amsterdam Crusaders | 12 | 51             |                |                |  |
|  | 1B         | Amsterdam Crusaders |            |                     |    |                |                |                |  |
|  | 2A         | Nijmegen Pirates    | 7          |                     |    |                |                |                |  |

### Semifinali
| 22 giugno 2014 | Amsterdam Crusaders | 51 – 7 | Nijmegen Pirates |  |

| 22 giugno 2014 | Alphen Eagles | 37 – 13 | Arnhem Falcons |  |

### XXX Tulip Bowl
| 6 luglio 2014 | Alphen Eagles | 14 – 12 | Amsterdam Crusaders |  |

## Verdetti
- Alphen Eagles Campioni dei Paesi Bassi 2014 (3º titolo)